# Torres Calcio 2009-2010
Questa voce raccoglie le informazioni riguardanti l'Associazione Sportiva Dilettantistica Torres Calcio nelle competizioni ufficiali della stagione 2009-2010.

## Stagione
La stagione dell'A.S.D. Torres Calcio inizia con la gara che il 29 agosto 2010, allo stadio Comunale Morandi di Umbertide, assegna la Supercoppa italiana 2010, incontro vinto 2-0 sulla Reggiana, detentrice della Coppa Italia.

## Organigramma societario
Area tecnica
- Allenatore: Salvatore "Tore" Arca
- Allenatore in seconda: Michele Pintauro
- Massofisioterapista: Marco Angius

## Rosa
Rosa e ruoli, tratti dal sito Football.it.
| N. |                        | Ruolo | Calciatrice                |
| -- | ---------------------- | ----- | -------------------------- |
|    | Stati Uniti (bandiera) | P     | Arianna Criscione          |
|    | Italia (bandiera)      | P     | Michela Cupido             |
|    | Italia (bandiera)      | D     | Claudia Carta              |
|    | Italia (bandiera)      | D     | Martina Cortesi            |
|    | Italia (bandiera)      | D     | Raffaella Manieri          |
|    | Italia (bandiera)      | D     | Francesca Pischedda        |
|    | Italia (bandiera)      | D     | Roberta Razzoli            |
|    | Italia (bandiera)      | D     | Maria Sorvillo             |
|    | Italia (bandiera)      | D     | Elisabetta Tona (capitano) |
|    | Italia (bandiera)      | D     | Valentina Valenti          |
|    | Stati Uniti (bandiera) | A     | Catania Vitanza            |
|    | Italia (bandiera)      | C     | Giulia Domenichetti        |
|    | Italia (bandiera)      | C     | Alessia Fadda              |

| N. |                        | Ruolo | Calciatrice        |
| -- | ---------------------- | ----- | ------------------ |
|    | Italia (bandiera)      | C     | Selenia Iachelli   |
|    | Italia (bandiera)      | C     | Laura Langella     |
|    | Slovenia (bandiera)    | C     | Marcella Lubin     |
|    | Italia (bandiera)      | C     | Tamara Pintus      |
|    | Finlandia (bandiera)   | C     | Maiju Ruotsalainen |
|    | Italia (bandiera)      | C     | Veronica Sotgiu    |
|    | Italia (bandiera)      | C     | Daniela Stracchi   |
|    | Italia (bandiera)      | A     | Silvia Fuselli     |
|    | Italia (bandiera)      | A     | Sandy Iannella     |
|    | Italia (bandiera)      | A     | Anna Mattu         |
|    | Italia (bandiera)      | A     | Patrizia Panico    |
|    | Italia (bandiera)      | A     | Romina Pinna       |
|    | Stati Uniti (bandiera) | A     | Aricca Vitanza     |

## Calciomercato

### Sessione estiva
| Acquisti | Acquisti       | Acquisti     | Acquisti   |
| R.       | Nome           | da           | Modalità   |
| -------- | -------------- | ------------ | ---------- |
| D        | Maria Sorvillo | Verona Women | definitivo |

| Cessioni | Cessioni          | Cessioni | Cessioni   |
| R.       | Nome              | a        | Modalità   |
| -------- | ----------------- | -------- | ---------- |
| C        | Manuela Coluccini | Lazio CF | definitivo |

### Sessione invernale
| Acquisti | Acquisti           | Acquisti     | Acquisti |
| R.       | Nome               | da           | Modalità |
| -------- | ------------------ | ------------ | -------- |
| C        | Maiju Ruotsalainen | Åland United | prestito |

| Cessioni | Cessioni       | Cessioni   | Cessioni |
| R.       | Nome           | a          | Modalità |
| -------- | -------------- | ---------- | -------- |
| C        | Francesca Soro | Orlandia97 | prestito |

## Risultati

### Serie A

#### Girone di andata
| Arbitro: | Federico Fossanova (Milano) |

|  |           |                                              |
|  | Marcatori | 25’ Domenichetti 45’, 50’ Panico 77’ Fuselli |

| Arbitro: | Alessandro Accomando (Olbia) |

|                         |           |            |
| Manieri 27’ Fuselli 75’ | Marcatori | 87’ Savini |

| Arbitro: | Luca Cassarà (Cuneo) |

|  |           |                                   |
|  | Marcatori | 35’, 88’ Panico 56’, 67’ Iannella |

| Arbitro: | Matteo Proietti (Terni) |

|             |           |                                                   |
| Barreca 30’ | Marcatori | 12’, 51’ Panico 20’ (aut.) Masia 50’ (aut.) Bussu |

| Sassari 28 novembre 2009, ore 14:30 CET 5ª giornata | Torres                    | 0 – 0 referto | Chiasiellis | Stadio Vanni Sanna\| Arbitro: \| Antonio Grieco (Cagliari) \| |
| Arbitro:                                            | Antonio Grieco (Cagliari) |               |             |                                                               |

| Arbitro: | Massimiliano Zappella (Bergamo) |

|  |           |                                             |
|  | Marcatori | 23’ (aut.) Galbiati 45’ Manieri 78’ Fuselli |

| Arbitro: | Mattia Carta (Cagliari) |

|                                     |           |  |
| Domenichetti 14’, 27’ Tona 26’, 73’ | Marcatori |  |

| Arbitro: | Nicola Badoer (Castelfranco Veneto) |

|                |           |                                          |
| Gabbiadini 92’ | Marcatori | 1’ Domenichetti 18’, 38’ Panico 28’ Tona |

| Arbitro: | Marco Romano (Cagliari) |

|                           |           |            |
| Tona 17’ Fuselli 26’, 85’ | Marcatori | 22’ Parejo |

| Arbitro: | Matteo Michieli (Padova) |

|           |           |              |
| Mauro 65’ | Marcatori | 78’ Iannella |

| Arbitro: | Alessandro Accomando (Olbia) |

|                                                         |           |  |
| Fuselli 12’, 40’, 61’ Tona 63’ Iannella 70’ Manieri 86’ | Marcatori |  |

#### Girone di ritorno
| Arbitro: | Simone Serani (Monza) |

|                                      |           |  |
| Tona 26’, 43’ Pintus 49’ Fuselli 85’ | Marcatori |  |

| Arbitro: | Fabio Ferrara (Caserta) |

|                                        |           |  |
| Iannella 69’ (rig.) Fadda 86’ Tona 92’ | Marcatori |  |

| Arbitro: | Gavino Mannu (Sassari) |

|                      |           |  |
| Panico 19’, 29’, 32’ | Marcatori |  |

| Arbitro: | Mattia Carta (Cagliari) |

|                  |           |            |
| Fuselli 29’, 64’ | Marcatori | 37’ Pasqui |

| Arbitro: | Marco Cigana (Pordenone) |

|  |           |                                        |
|  | Marcatori | 20’ Sorvillo 38’ Tona 70’ Domenichetti |

| Arbitro: | Marco Romano (Cagliari) |

|                                                |           |  |
| Iannella 6’, 86’ Domenichetti 44’ Iachelli 80’ | Marcatori |  |

| Arbitro: | Alessandro Prontera (Bologna) |

|  |           |                                                                 |
|  | Marcatori | 32’, 43’ Tona 37’ Domenichetti 45’ Fuselli 64’, 82’, 89’ Panico |

| Arbitro: | Stevie Albert (Roma 1) |

|                                    |           |              |
| Iannella 1’ Panico 13’ Manieri 38’ | Marcatori | 92’ Paliotti |

| Arbitro: | Marco Guidi (Imola) |

|           |           |                                 |
| Costi 52’ | Marcatori | 22’ Fuselli 41’ Pintus 50’ Tona |

| Arbitro: | Paolo Antinori (Roma 1) |

|            |           |             |
| Panico 11’ | Marcatori | 54’ Brumana |

| Arbitro: | Andrea Giuseppe Zanonato (Vicenza) |

|  |           |            |
|  | Marcatori | 60’ Panico |

### Coppa Italia

#### Terza fase
| Villacidro 8 dicembre 2010, ore 15:00 CET | Villacidro Villgomme | 0 – 10 | Torres | Stadio Comunale |

#### Quarta fase
| Sassari marzo 2010 | Torres | 3 – 0 | Lazio CF | Stadio Vanni Sanna |

#### Semifinale
Triangolare 1
| Capo d'Orlando 6 giugno 2010, ore 21:00 CEST 1º turno                 | Torres    | 3 – 0 referto | Chiasiellis | Campo sportivo Ciccino Micale |
| \| \| \| \| \| Cortesi 6’ Iannella 55’ Manieri 70’ \| Marcatori \| \| |           |               |             |                               |
|                                                                       |           |               |             |                               |
| Cortesi 6’ Iannella 55’ Manieri 70’                                   | Marcatori |               |             |                               |

| Arbitro: | Carlo Amoroso (Paola) |

|  |           |                         |
|  | Marcatori | 87’ Panico 92’ Stracchi |

#### Finale
| Arbitro: | Luigi Pillitteri (Palermo) |

|                                                                            |                      |                                                                          |
| Iannella 75’                                                               | Marcatori            | 5’ Sabatino                                                              |
| Iannella Panico Tona Cortesi Pintus Manieri Domenichetti Stracchi Iachelli | Tiri di rigore 5 – 6 | Parejo Nasuti Vicchiarello Barbieri Sabatino Casile Magrini Spina Fragni |

### Supercoppa
| Arbitro: | Emanuele Giardina (Acireale) |

|                |           |                                 |
| Gabbiadini 40’ | Marcatori | 73’ (rig.) Iannella 83’ Fuselli |

### UEFA Champions League

#### Fase di qualificazione
Gruppo D
| 30 luglio 2009 1º turno | Torres | 1 – 0 | Slovan Duslo Šaľa |  |

| 1º agosto 2009 2º turno | Torres | 9 – 0 | Trabzonspor |  |

| 4 agosto 2009, ore 17:30 CEST 3º turno | Krka | 0 – 3 referto | Torres |  |

#### Sedicesimi di finale
| Arbitro: | Floarea Cristina Ionescu |

|                                              |           |                 |
| Panico 40’ Manieri 45’ Tona 68’ Stracchi 80’ | Marcatori | 68’ Gísladóttir |

| Arbitro: | Kateryna Monzul' |

|                |           |                         |
| Jónsdóttir 69’ | Marcatori | 42’ Iannella 81’ Panico |

#### Ottavi di finale
| Arbitro: | Jenny Palmqvist |

|             |           |                                    |
| Novotny 44’ | Marcatori | 12’, 27’, 44’ Iannella 15’ Fuselli |

| Arbitro: | Marina Mamaeva |

|                                              |           |            |
| Manieri 46’ Tona 74’ Stracch 87’ Fuselli 90’ | Marcatori | 67’ Burger |

#### Quarti di finale
| Arbitro: | Claudine Brohet |

|                           |           |  |
| Cruz 19’ Schelin 30’, 62’ | Marcatori |  |

| Arbitro: | Bibiana Steinhaus |

|                 |           |  |
| Cruz 18’ (aut.) | Marcatori |  |

## Statistiche

### Statistiche di squadra
| Competizione        | Punti | In casa | In casa | In casa | In casa | In casa | In casa | In trasferta | In trasferta | In trasferta | In trasferta | In trasferta | In trasferta | Totale | Totale | Totale | Totale | Totale | Totale | DR   |
| Competizione        | Punti | G       | V       | N       | P       | Gf      | Gs      | G            | V            | N            | P            | Gf           | Gs           | G      | V      | N      | P      | Gf     | Gs     | DR   |
| ------------------- | ----- | ------- | ------- | ------- | ------- | ------- | ------- | ------------ | ------------ | ------------ | ------------ | ------------ | ------------ | ------ | ------ | ------ | ------ | ------ | ------ | ---- |
| Serie A             | 60    | 11      |         |         |         |         |         | 11           |              |              |              |              |              | 22     | 19     | 3      | 0      | 69     | 9      | +60  |
| Coppa Italia        | -     | -       | -       | -       | -       | -       | -       | -            | -            | -            | -            | -            | -            | 5      | 4      | 1      | 0      | 19     | 1      | +18  |
| Supercoppa italiana | -     | -       | -       | -       | -       | -       | -       | -            | -            | -            | -            | -            | -            | 1      | 1      | 0      | 0      | 2      | 1      | +1   |
| Champions League    | -     | -       | -       | -       | -       | -       | -       | -            | -            | -            | -            | -            | -            | 9      | 8      | 0      | 1      | 28     | 7      | +21  |
| Totale              | -     | -       | -       | -       | -       | -       | -       | -            | -            | -            | -            | -            | -            | 37     | 32     | 4      | 1      | 118    | 18     | +100 |

### Statistiche delle giocatrici
| Giocatore       | Serie A  | Serie A | Serie A     | Serie A    | Coppa Italia | Coppa Italia | Coppa Italia | Coppa Italia | Supercoppa italiana | Supercoppa italiana | Supercoppa italiana | Supercoppa italiana | Champions League | Champions League | Champions League | Champions League | Totale   | Totale | Totale      | Totale     |
| Giocatore       | Presenze | Reti    | Ammonizioni | Espulsioni | Presenze     | Reti         | Ammonizioni  | Espulsioni   | Presenze            | Reti                | Ammonizioni         | Espulsioni          | Presenze         | Reti             | Ammonizioni      | Espulsioni       | Presenze | Reti   | Ammonizioni | Espulsioni |
| --------------- | -------- | ------- | ----------- | ---------- | ------------ | ------------ | ------------ | ------------ | ------------------- | ------------------- | ------------------- | ------------------- | ---------------- | ---------------- | ---------------- | ---------------- | -------- | ------ | ----------- | ---------- |
| F. Carboni      | 2        | 0       | 0           | 0          | ?            | ?            | ?            | ?            | ?                   | 0                   | ?                   | ?                   | ?                | ?                | ?                | ?                | 2+       | 0+     | 0+          | 0+         |
| C. Carta        | 1        | 0       | 0           | 0          | ?            | ?            | ?            | ?            | ?                   | ?                   | ?                   | ?                   | ?                | ?                | ?                | ?                | 1+       | 0+     | 0+          | 0+         |
| M. Cortesi      | 21       | 0       | 0           | 0          | ?            | ?            | ?            | ?            | ?                   | 0                   | ?                   | ?                   | ?                | ?                | ?                | ?                | 21+      | 0+     | 0+          | 0+         |
| A. Criscione    | 4        | 0       | 0           | 0          | ?            | ?            | ?            | ?            | ?                   | 0                   | ?                   | ?                   | ?                | ?                | ?                | ?                | 4+       | 0+     | 0+          | 0+         |
| M. Cupido       | 21       | -9      | 1           | 0          | ?            | ?            | ?            | ?            | ?                   | 0                   | ?                   | ?                   | ?                | ?                | ?                | ?                | 21+      | -9+    | 1+          | 0+         |
| G. Domenichetti | 22       | 7       | 1           | 0          | ?            | ?            | ?            | ?            | ?                   | 0                   | ?                   | ?                   | ?                | ?                | ?                | ?                | 22+      | 7+     | 1+          | 0+         |
| A. Fadda        | 19       | 1       | 0           | 0          | ?            | ?            | ?            | ?            | ?                   | 0                   | ?                   | ?                   | ?                | ?                | ?                | ?                | 19+      | 1+     | 0+          | 0+         |
| S. Fuselli      | 22       | 13      | 2           | 0          | ?            | ?            | ?            | ?            | 1                   | 1                   | ?                   | ?                   | ?                | ?                | ?                | ?                | 23+      | 14+    | 2+          | 0+         |
| S. Iachelli     | 4        | 1       | 0           | 0          | ?            | ?            | ?            | ?            | ?                   | ?                   | ?                   | ?                   | ?                | ?                | ?                | ?                | 4+       | 1+     | 0+          | 0+         |
| S. Iannella     | 21       | 8       | 0           | 0          | ?            | ?            | ?            | ?            | 1                   | 1                   | ?                   | ?                   | ?                | ?                | ?                | ?                | 22+      | 9+     | 0+          | 0+         |
| L. Langella     | 0        | 0       | 0           | 0          | ?            | ?            | ?            | ?            | ?                   | 0                   | ?                   | ?                   | ?                | ?                | ?                | ?                | 0+       | 0+     | 0+          | 0+         |
| M. Lubin        | 0        | 0       | 0           | 0          | ?            | ?            | ?            | ?            | ?                   | 0                   | ?                   | ?                   | ?                | ?                | ?                | ?                | 0+       | 0+     | 0+          | 0+         |
| R. Manieri      | 22       | 4       | 0           | 0          | ?            | ?            | ?            | ?            | ?                   | 0                   | ?                   | ?                   | ?                | ?                | ?                | ?                | 22+      | 4+     | 0+          | 0+         |
| A. Mattu        | 0        | 0       | 0           | 0          | ?            | ?            | ?            | ?            | ?                   | 0                   | ?                   | ?                   | ?                | ?                | ?                | ?                | 0+       | 0+     | 0+          | 0+         |
| P. Panico       | 22       | 17      | 1           | 0          | 5            | 1            | ?            | ?            | 1                   | 0                   | ?                   | ?                   | 8                | 5                | ?                | ?                | 36       | 23     | 1+          | 0+         |
| R. Pinna        | 0        | 0       | 0           | 0          | ?            | ?            | ?            | ?            | ?                   | ?                   | ?                   | ?                   | ?                | ?                | ?                | ?                | 0+       | 0+     | 0+          | 0+         |
| T. Pintus       | 21       | 2       | 0           | 0          | ?            | ?            | ?            | ?            | ?                   | 0                   | ?                   | ?                   | ?                | ?                | ?                | ?                | 21+      | 2+     | 0+          | 0+         |
| F. Pischedda    | 0        | 0       | 0           | 0          | ?            | ?            | ?            | ?            | ?                   | 0                   | ?                   | ?                   | ?                | ?                | ?                | ?                | 0+       | 0+     | 0+          | 0+         |
| R. Razzoli      | 2        | 0       | 0           | 0          | ?            | ?            | ?            | ?            | ?                   | 0                   | ?                   | ?                   | ?                | ?                | ?                | ?                | 2+       | 0+     | 0+          | 0+         |
| M. Ruotsalainen | 10       | 0       | 0           | 0          | ?            | ?            | ?            | ?            | ?                   | 0                   | ?                   | ?                   | ?                | ?                | ?                | ?                | 10+      | 0+     | 0+          | 0+         |
| M. Sorvillo     | 21       | 1       | 1           | 0          | ?            | ?            | ?            | ?            | ?                   | 0                   | ?                   | ?                   | ?                | ?                | ?                | ?                | 21+      | 1+     | 1+          | 0+         |
| V. Sotgiu       | 0        | 0       | 0           | 0          | ?            | ?            | ?            | ?            | ?                   | 0                   | ?                   | ?                   | ?                | ?                | ?                | ?                | 0+       | 0+     | 0+          | 0+         |
| D. Stracchi     | 22       | 0       | 0           | 0          | ?            | ?            | ?            | ?            | ?                   | 0                   | ?                   | ?                   | ?                | ?                | ?                | ?                | 22+      | 0+     | 0+          | 0+         |
| E. Tona         | 22       | 12      | 2           | 0          | ?            | ?            | ?            | ?            | ?                   | ?                   | ?                   | ?                   | ?                | ?                | ?                | ?                | 22+      | 12+    | 2+          | 0+         |
| V. Valenti      | 21       | 0       | 0           | 0          | ?            | ?            | ?            | ?            | ?                   | 0                   | ?                   | ?                   | ?                | ?                | ?                | ?                | 21+      | 0+     | 0+          | 0+         |
| A. Vitanza      | 0        | 0       | 0           | 0          | ?            | ?            | ?            | ?            | ?                   | 0                   | ?                   | ?                   | ?                | ?                | ?                | ?                | 0+       | 0+     | 0+          | 0+         |
| C. Vitanza      | 0        | 0       | 0           | 0          | ?            | ?            | ?            | ?            | ?                   | 0                   | ?                   | ?                   | ?                | ?                | ?                | ?                | 0+       | 0+     | 0+          | 0+         |